# Gleby autogeniczne
Gleby autogeniczne - gleby utworzone bez udziału materiałów i czynników zewnętrznych (np. wód gruntowych). 
Należą do nich gleby czarnoziemne, brunatnoziemne i bielicowe.